# Robert D. Kaplan
Pour les articles homonymes, voir Kaplan.
Robert D. Kaplan (né le 23 juin 1952) est un journaliste américain, spécialiste des sciences politiques. Il est actuellement l'un des rédacteurs de The Atlantic. Il a par ailleurs écrit des articles dans de grands journaux américains tels que The Washington Post, The New York Times, The Wall Street Journal, et publié plusieurs ouvrages.

## Biographie

### Jeunesse
Robert Kaplan est né le 23 juin 1952 à New York, fils de Philip Alexander Kaplan et Phyllis Quasha. Son père lui transmit sa passion de l'Histoire.
Après avoir été diplômé en anglais à l'Université du Connecticut en 1973, il tenta sans succès d'intégrer la presse de quelques grandes villes américaines, avant de finalement être engagé dans un petit journal du Vermont. Avec l'argent gagné, il se paye un aller simple vers la Tunisie, le premier de la centaine de pays qu'il visitera par la suite. Il habita quelques années en Israël, où il devint membre de Tsahal et réalisa quelques reportages sur le Moyen-Orient et l'Europe de l'Est. Il s'installa ensuite quelque temps au Portugal avant de déménager à Athènes, en Grèce, où il fit la connaissance de sa future épouse canadienne, Maria Cabral.

### Correspondant à l'étranger
En 1984, il voyage en Irak pour couvrir la guerre Iran-Irak. En 1988, il publie son premier livre, Surrender or Starve: The Wars Behind The Famine, consacré à la famine en Éthiopie durant les années 80 et à ses causes, où il pense que la sécheresse et la politique étrangère américaine ne sont pas seulement en cause, mais aussi la politique de collectivisation agricole du régime de Mengistu.
Il voyage ensuite en Afghanistan, où il écrit pour le Reader's Digest des articles sur la guérilla anti-soviétique. Il publie en 1990 son livre Soldiers of God: With the Mujahidin in Afghanistan, où il raconte son expérience durant la Guerre d'Afghanistan.

### Balkan GhostsetThe Arabists
Aucun de ses deux livres ne se vendirent bien, et son troisième, intitulé Balkan Ghosts, consacré à la question yougoslave, fut rejeté par de nombreux éditeurs avant d'être finalement publié en 1993. Cependant, quand les Guerres de Yougoslavie éclatèrent, ce livre fut vu dans les mains du président américain Bill Clinton, ce qui rendra son auteur célèbre, et convaincra Clinton, selon les dires de certains fonctionnaires de la Maison-Blanche, de ne pas intervenir en Bosnie-Herzégovine.
Dans ce livre, Kaplan affirme que les conflits balkaniques seraient dus à des haines et ressentiments d'ordre historique, et donc incontrôlables par les autres pays ou l'ONU. Il publia la même année The Arabists.
La thèse des "haines ethniques ancestrales" faisait bien l'affaire des agresseurs serbes en décourageant l'analyse politique sérieuse du conflit, empêchant de mesurer leur responsabilité  dans le déclenchement de ces guerres ; ayant lu par la suite, entre autres, Kosovo: A Short History  de Noel Malcolm, Clinton devait exprimer publiquement son regret d'avoir pris cette thèse au sérieux.
Dès cette période, son travail et ses idées commencèrent à être étudiés de près par les hautes sphères du pouvoir américain.
En 1994 et 1995, il voyagea en Afrique de l'Ouest, en Turquie, en Asie centrale, en Iran, ainsi qu'en Inde. À l'issue de ce voyage, il publia The Ends of the Earth. Il voyagea ensuite à travers l'Amérique du Nord et publia An Empire Wilderness en 1998.

### The Coming Anarchy
En février 1994, il publia dans l'Atlantic Monthly un essai très controversé intitulé The Coming Anarchy (« L'Anarchie qui arrive »). Il y affirme que l'augmentation de la population, l'urbanisation et l'épuisement des ressources naturelles fragilisent les gouvernements du Tiers-monde, faisant le nid d'une anarchie risquant de créer un état de guerre permanent dans certaines zones et représentant une menace pour le monde. Il y écrit notamment: 
« L'Afrique de l'Ouest est devenue LE symbole de la crise démographique, environnementale et sociale mondiale dans laquelle c'est l'anarchie criminelle qui apparaît comme le vrai danger stratégique »
En 2000, Kaplan publia un recueil, lui aussi sous le titre de The Coming Anarchy, contenant l'article de 1994 ainsi que d'autres essais politiques, dont le controversé Was Democracy Just A Moment? où il explique que la démocratie est un concept typiquement occidental, qui n'est exportable que dans des pays développés disposant d'une classe moyenne importante, d'un système éducatif performant, de frontières bien établies, d'une économie stable et d'une relative paix sociale. Il y assure aussi que les pays du Tiers-Monde doivent se doter d'autocraties modérées et éclairées, où un minimum de libertés individuelles serait tout de même garanti, ce qui leur permettrait de se développer et, un jour, de rattraper les pays occidentaux et de se démocratiser "efficacement". Il prend pour exemple la prospérité de Singapour sous le régime autoritaire de Lee Kuan Yew et les violences perpétrées sous les régimes démocratiques en Colombie, au Rwanda ou en Afrique du Sud.
Par ailleurs, il y affirme que la "période démocratique" en Occident est un simple passage de l'Histoire, et que dans un avenir proche apparaîtront des régimes "démocratiques" dans lesquels le pouvoir sera en fait dans les mains d'une oligarchie composée de multinationales, de lobbies et de médias - régimes qui selon lui sont déjà en place dans des pays tels les États-Unis ou le Japon.

### Après le 11 septembre
La popularité des thèses iconoclastes de Kaplan a augmenté dans le monde anglo-saxon après les attentats du 11 septembre 2001. Il publie Warrior Politics: Why Leadership Demands a Pagan Ethos (publié en français sous le titre de « La Stratégie du guerrier : De l'éthique païenne dans l'art de gouverner »). Il y affirme que les gouvernants occidentaux ne doivent pas appliquer la "morale judéo-chrétienne" dans leurs actions publiques, mais adopter la « morale païenne », pour ainsi se concentrer sur la moralité du résultat et non sur la moralité des moyens engagés pour y parvenir, se posant ainsi en disciple de Machiavel.
En 2004, il publie Mediterranean Winter, un simple livre de voyage.
En octobre 2005, il publie Imperial Grunts: The American Military on the Ground, où il parle de l'action des Forces Spéciales américaines en Colombie, en Irak et en Mongolie. Il y prévoit la fin d'une époque, celle de la guerre réalisée avec des masses de soldats, par exemple en Irak où le "dinosaure" qu'est l'armée américaine doit affronter une guérilla composée d'une infanterie légère, peu nombreuse et paramilitaire. Par ailleurs, il se félicite de la renaissance dans l'armée américaine d'un esprit militaire hérité des États confédérés d'Amérique. Il y défend aussi une prétendue « civilisation » de certaines régions du monde par les États-Unis, en utilisant les mêmes méthodes que durant les Guerres indiennes.
Par ailleurs, en juin 2005, il publie un article intitulé How we would fight China, où il suggère qu'une guerre USA/Chine est inévitable.

### Éloges et critiques
« Quant à savoir si Kaplan tire les conclusions justes de ses voyages, on peut dire en tout cas que ce qu'il relate de la situation dans des contrées perdues fait autorité. Il a été partout... Incontestablement, Kaplan fait des observations sur le vif. » -- Rex Roberts
« Kaplan, au cours de sa carrière, donne l'impression d'être devenu quelqu'un qui est épris de la guerre. "On pourrait dire, a-t-il écrit, que de petites guerres et occupations ponctuelles sont bonnes pour nous." Il a développé sur ce thème: ces "guerres ponctuelles" sont une "preuve d'humanité." C'est parce que "des temps paisibles sont aussi des temps superficiels."» -- David Lipsky
« Considéré sous le seul angle d'œuvre de littérature de voyage, The Ends of the Earth réussit à procurer une sensation tangible de la moiteur et de l'odeur réelles de nombreux endroits exotiques sur la carte, avec des aperçus de leur cruauté mais aussi, parfois, de la beauté et de la bonté de l'homme. Considéré sous l'angle d'œuvre d'analyse, il incite profondément à la réflexion. » -- Francis Fukuyama
« Si Kaplan est un romantique, c'est aussi un populiste et un réactionnaire. » -- Andrew J. Bacevich
« M. Kaplan est le premier voyageur à nous emmener dans les endroits déchiquetés où se rencontrent ces plaques tectoniques, et son argument -à savoir que notre avenir est en train d'être façonné loin de nous 'aux extrémités de la terre'- fait de son récit de voyage une lecture pertinente et prenante. » -- Michael Ignatieff
« M. Kaplan a une excellente connaissance de la région et continue d'être une précieuse ressource pour l'Occident à mesure que nous avançons dans la guerre culturelle avec l'ancien Proche-Orient. »  -- Johnnie M. Dontos
« C'est ahurissant. Voici un écrivain sérieux de 2005 qui admire les guerres contre les Indiens, lesquelles par leur brutalité entraînèrent la fin de toute une civilisation de l'Amérique. » -- David Rieff in The New Republic
« Kaplan n'offre aucune vision, aucune stratégie, rien d'autre que des descriptions précises de l'état présent des opérations de guerre à l'intérieur de l'Intervalle. C'est le meilleur reporter amateur sur la guerre globale contre la terreur, mais ce n'est pas la bonne source à citer sur la façon de mener toute l'affaire. » -- Thomas P. M. Barnett
« La sinistre conclusion concernant l'anarchie en marche semble forcer le trait... Néanmoins les affirmations audacieuses de Kaplan forcent la réflexion. The Coming Anarchy s'appuie sur un réalisme d'airain, inébranlable, et une absence totale de sentimentalité. » -- Richard Bernstein
« Cet homme remarquable s'est trouvé un public vaste et quelquefois puissant, et il est résolu à communiquer quelques avertissements très pratiques, frappants, aux membres les plus efficaces de ce public avant qu'ils ne nous entraînent tous dans de terribles malheurs. Nous devrions faire très attention, et espérer que soit réduit le taux d'accident. » -- Adam Garfinkle
« Comme il se spécialise dans l'exploration des failles de San Andreas du système géopolitique actuel, ses livres ont eu plus d'influence sur les politiciens et les décideurs en politique que la plupart des écrits de voyage. » -- Adam Garfinkle
« Robert Kaplan est un reporter énergique qui a les pieds sur terre, évoque souvent la perspective historique, mais ne reste jamais en place, cherchant toujours opiniâtrement les esquisses de l'avenir dans ses infatigables journaux de voyages -ses "travelogues", comme il nomme ses travaux. » -- Suzannah Lessard
« Le problème évident de Kaplan, bien réel et qui va en empirant, n'est pas sa saisie parkinsonienne de l'histoire, ou le fait qu'il soit une tête de bois ou un va-t-en-guerre, mais plutôt le fait qu'il soit un penseur incompétent et un déplorable écrivain. » - Tom Bissell

### Ouvrages originaux en anglais
- Surrender or Starve:The Wars Behind the Famine, Westview Press, 1988,  (ISBN 1400034523)
- Soldiers of God:With the Mujahidin in Afghanistan, Houghton Mifflin, 1990,  (ISBN 1400030250)
- Balkan Ghosts:A Journey Through History, St. Martin's Press, 1993,  (ISBN 0312424930)
- The Arabists:The Romance of an American Elite, Free Press, 1993,  (ISBN 0028740238)
- The Ends of the Earth:From Togo to Turkmenistan, from Iran to Cambodia, A Journey to the Frontiers of Anarchy, Peter Smith Pub. 1997,  (ISBN 084467124X)
- An Empire Wilderness:Travels into America's Future, Vintage Books, 1998,  (ISBN 0679776877)
- The Coming Anarchy:Shattering the Dreams of the Post Cold War, Vintage Books, 2000,  (ISBN 037570759X)
- Eastward to Tartary:Travels in the Balkans, the Middle East, and the Caucasus, Random House, 2000,  (ISBN 0375705767)
- Warrior Politics:Why Leadership Demands a Pagan Ethos, Random House, 2001,  (ISBN 0375726276)
- Mediterranean Winter:The Pleasures of History and Landscape in Tunisia, Sicily, Dalmatia, and Greece, 2004
- Imperial Grunts:The American Military On The Ground, Random House, 2005.  (ISBN 1400061326)
- Monsoon: The Indian Ocean and The Future of American Power, Random House, 2010.  (ISBN 9781400067466)
- The Revenge of Geography: What the Map Tells Us About Coming Conflicts and the Battle Against Fate, Random House, 2012,  (ISBN 978-1400069835)
- Asia's Cauldron: The South China Sea and the End of a Stable Pacific, Random House, 2014.  (ISBN 9780812994322)
- In Europe's Shadow: Two Cold Wars and A Thirty-Year Journey through Romania and Beyond, Random House, 2016.  (ISBN 9780812989878)
- Earning the Rockies: How Geography Shapes America's Role in the World, Random House, 2017.  (ISBN 9780399588211)
- The Return of Marco Polo's World: War, Strategy, and American Interests in the Twenty-First Century, Random House, 2018.  (ISBN 9780812996791)
- The Good American: The Epic Life of Bob Gersony, the U.S. Government's Greatest Humanitarian, Random House, 2021.  (ISBN 978-0525512301)
- Adriatic: A Concert of Civilizations at the End of the Modern Age, Random House, 2022.  (ISBN 9780399591044)
- The Tragic Mind: Fear, Fate and the Burden of Power, Yale University Press, 2023.  (ISBN 9780300263862)

### Ouvrages traduits en français
- La Stratégie du guerrier. De l'éthique païenne dans l'art de gouverner, Bayard, 2003.  (ISBN 2-227-47189-1)

- La Revanche de la géographie : ce que les cartes nous disent des conflits à venir [« The Revenge of Geography: What the Map Tells Us About Coming Conflicts and the Battle Against Fate »]  (trad. de l'anglais), Paris, Éditions du Toucan, 2014, 528 p. (ISBN 978-2-8100-0582-6)